# هيئة الإعلام والاتصالات العراقية
هيئة الإعلام والاتصالات هي المؤسسة المعنية بتنظيم الاعلام والاتصالات في العراق، تأسست عام 2004.
تعد هيئة الإعلام والاتصالات في العراق الأولى من نوعها في الشرق الأوسط، فيما يخص إرساء معايير التنظيم المتداخل لقطاعي الاعلام والاتصالات واصلاحهما، كون الفصل بين القطاعين صار يمثل عائقاً يحول دون نموهما وتطورهما. وهي هيئة مستقلة غير مرتبطة بأية جهة حكومية بموجب الدستور العراقي، مهمتها تنظيم وتطوير الاعلام والاتصالات في العراق ضمن المعايير الدولية الحديثة. تتولى الحكومة العراقية المسؤولية المباشرة عن تطوير واعتماد سياسة إستراتيجية في مجال الاتصالات وإصدار التشريعات بشأنها، وتقوم هيئة الاعلام والاتصالات بدور المنظم المستقل الذي ينفذ هذه السياسة، بالإضافة إلى تطوير السياسات الميدانية الخاصة بها.

## مسؤوليات الهيئة
- تنظيم البث وشبكة الاتصالات والخدمات ويشمل التراخيص والتسعير والربط الداخلي وتحديد الشروط الأساسية لتوفير الخدمات العامة.
- تخطيط وتنسيق وتوزيع وتحديد استعمال ذبذبات البث.
- تنظيم تصاميم الاعلام وتطوير آليات الصحافة.
- وضع وتطوير وتعزيز قواعد الاعلام الخاص بالانتخابات.
- دعم وتشجيع التأهيل المهني واعتماد توجيهات السلوك المهني على موضوعات الإعلام.
- تطوير ونشر سياسات اتصالاتية وإعلامية واقتراح القوانين على الحكومة والجهات المعنية في هذا الشأن.

في مجال الإعلام، انخرطت الهيئة خلال عمرها الفتي الذي لا يتجاوز الثلاث سنوات، بمهام ترسيخ قواعد الإعلام الحر المستقل وتنمية وسائله المختلفة، إن كان فيما يخص فعاليتها الخاصة أم عن طريق المشاركة الفاعلة والدعم لاية نشاطات اعلامية تجري على الساحة العراقية، وبما يقود إلى تنمية حرية التعبير وتطوير الإعلام الحر في المجتمع العراقي. أما في مجال الاتصالات، فأن الهيئة تعمل على تنظيم مفهوم الاتصالات الحديث وتطوير آلياته في مختلف المجالات، لتجاوز النقص الحاد الذي يعاني منه العراق في الأمور التقنية والتنظيمية في هذا المجال الحيوي، ولمواكبة عالم جديد أصبح فيه موضوع الاتصالات معياراً لمدى فعالية المجتمعات وتطورها.
إن التشريع العراقي النافذ خص هيئة الإعلام والاتصالات بالصلاحيات الحصرية، كجهة ذات سلطات قانونية، لمنح التراخيص وتنظيم الاتصالات والبث وخدمات المعلومات على الأرض العراقية.

## وصلات خارجية
- الموقع الرسمي للهيئة

‌